# 7 (álbum de Enrique Iglesias)
7 es el nombre del séptimo álbum de estudio y tercer álbum realizado en inglés grabado por el cantante y compositor español Enrique Iglesias. Fue lanzado al mercado por la compañía discográfica Interscope el 25 de noviembre de 2003.

## Producción de 7
Enrique Iglesias escribió o co-escribió y coprodujo cada canción en el álbum. Jimmy Lovine fue el productor ejecutivo del álbum junto a Iglesias. Enrique le dijo al Toronto Sun que tomó especial cuidado con el trabajo en el álbum. "Me concentré mucho en el contenido de las letras de este álbum y sólo traté de ser lo más honesto posible. Quise escribir canciones que no se escucharan tontas dentro de diez años a partir de ahora.

## Éxito en listas
"7" alcanzó el número 34 en el Billboard 200 y ha vendido 49 000 copias, según Nielsen SoundScan. Mientras que el primer sencillo "Addicted" alcanzó el número 38 en el Mainstream Top 40 de éxitos, la versión en español "Adicto" alcanzó el top diez de América. El segundo sencillo "Not In Love" ha alcanzado el alto de las listas de baile en los Estados Unidos.

## Lista de canciones
| #  | Título                         | Escritor (es)                              | Duración |
| -- | ------------------------------ | ------------------------------------------ | -------- |
| 1  | "Not In Love"                  | Paul Barry, Mark Taylor, Fernando Garibayl | 3:43     |
| 2  | "The Way You Touch Me"         | Alex Ander, Rob Davis                      | 3:51     |
| 3  | "Say It"                       | Alex Ander, Rob Davis                      | 4:22     |
| 4  | "California Callin'"           | Paul Barry, Mark Taylor                    | 3:49     |
| 5  | "Addicted"                     | Paul Barry, Mark Taylor                    | 5:01     |
| 6  | "Break Me, Shake Me"           | Alex Ander, Rob Davis                      | 3:38     |
| 7  | "Free"                         | Paul Barry                                 | 3:35     |
| 8  | "Be Yourself"                  | Paul Barry                                 | 4:38     |
| 9  | "Wish You Were Here (With Me)" | Paul Barry, Mark Taylor                    | 4:13     |
| 10 | "You Rock Me"                  | Paul Barry, Mark Taylor                    | 3:43     |
| 11 | "Roamer"                       | Tony Bruno, Kara Diaguardi                 | 3:56     |
| 12 | "Live It Up Tonight"           | Alex Ander, Rob Davis                      | 4:11     |
| 13 | "Adicto" (Bonus track)         | Paul Barry, Mark Taylor, Coti Sorokin      | 5:01     |